# Summis desiderantes affectibus

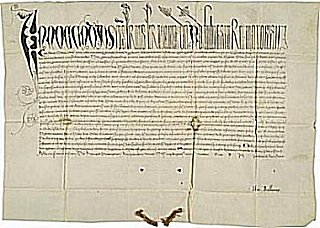
Papieska bulla Summis desiderantes affectibus z 1484 roku

Summis desiderantes affectibus (pol. Pragnąc najgoręcej) – bulla wydana 5 grudnia 1484 przez papieża Innocentego VIII. Potępiała ona plagę czarów i herezji szerzącą się ponoć w dolinie Renu oraz delegowała Heinricha Kramera i Jakoba Sprengera (związanych z nieco późniejszym traktatem Malleus Maleficarum, do którego ta bulla była załączana) jako inkwizytorów odpowiedzialnych za wykorzenienie czarownic w Niemczech.
Wniosek o wydanie bulli, złożony w Rzymie osobiście przez Kramera, został odnaleziony w papieskich archiwach. Jak podaje Hans Peter Broedel, profesor historii na Uniwersytecie Północnej Dakoty, sygnatariuszami tego wniosku byli Kramer i Sprenger, którzy wnioskowali o jednoznaczne uprawnienia do prowadzenia procesów o czary. Wniosek został pozytywnie rozpatrzony. Bulla potwierdzała istnienie czarownic i nadawała uprawnienia inkwizytorom: „do czynienia, co jest konieczne, aby się ich pozbyć”. Papież ostrzegł, że Sprenger i Kramer nie mogą być jakkolwiek wstrzymywani przez jakikolwiek autorytet pod groźbą ekskomuniki lub dotkliwszych kar.
Bulla ta była jedną z wielu związanych z czarownictwem i odzwierciedlała ówczesną chrześcijańską demonologię.

## Wprowadzenie i kontekst

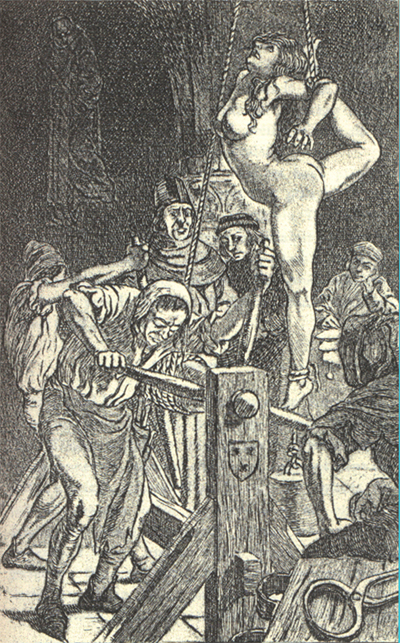
Ilustracja przesłuchania podejrzanej o czarownictwo. Grafika autorstwa Martina van Maële prezentuje wariant tortur metodą „wahadło”. Jest to tradycyjny sposób oraz jeden z wymienianych w Malleus Maleficarum.

Postrzeganie magii jako jednego z największych zagrożeń, z jakimi miała się zderzyć chrześcijańska kultura, było elementem głębokiej ewolucji wierzeń mających swe źródło w średniowiecznych przesądach. Epoka proceduralnego sądzenia rzekomej magii była poprzedzona wieloma wiekami, podczas których biskupi dużą wagę przywiązywali w swojej działalności duszpasterskiej do ostrzegania przeciwko rzucającym czary kobietom, którym przypisywano podniebne podróże; albo przeciwko twórcom napojów magicznych, przynoszących miłość lub zgubę, czy też przeciwko duchownym, parającym się alchemią i astrologią. Na początku XXI wieku, profesor historii w École des hautes études en sciences sociales Alain Boureau stwierdził, że początków sądowego rozwiązywania domniemanego problemu magii należy się doszukiwać w pontyfikacie papieża Jana XXII (1316-1334) a szczególną rolę odegrała jego bulla Super illius specula (Na wysokościach tego) (1326). W bulli tej, po raz pierwszy stwierdzono, że czarownice powinny być karane jak heretycy, a jako przyczynę praktyk magicznych zidentyfikowano demony.
Warunki sprzyjające rozwojowi nauk teologicznych i filozoficznych, w tym powstanie uniwersytetów, wywołały chęć dokładnego opisania i sklasyfikowania tego, co postrzegano jako zjawiska magiczne. Efektem było powstanie wielu traktatów demonologicznych, w tym sławnego Młota na czarownice, który był, jak wskazuje teolog i historyk Tomasz Gałuszka, „praktycznym komentarzem i rozwinięciem” bulli Summis desiderantes affectibus. Malleus Maleficarum (Młot na czarownice), do którego wydań załączana była bulla, był bestsellerem przez prawie 200 lat. Polowania na czarownice rozpoczynały się w okresie Renesansu, gdy papieże otaczali bogactwami i patronatami takich artystów jak Leonardo da Vinci, Michał Anioł, czy Rafael Santi oraz sprzyjali rozwojowi filozofii i edukacji związanej z humanizmem renesansowym.

### Papiestwo a czary
Zamachów na swoje życie za pomocą magii obawiał się papież Jan XXII (1316-1334), który wydał bullę Super illius specula (1326) określającą kampanię anty-magiczną jako jedno z najpilniejszych zadań Kościoła. Wcześniej, już w 1317 roku, a zatem dziewięć lat przed wydaniem tej bulli, aresztował on biskupa Cahors Huguesa Gérauda oskarżając go o próbę zabicia jego oraz kardynałów za pomocą czarów. Jak Gałuszka wyjaśnia:
Zamach miał odbyć się na dwa sposoby: przez otrucie oraz przez wykonanie kukiełki z wosku, która – jak dokładnie opisuje sam Jan XXII w liście z 22 kwietnia 1317 skierowanym do komisji papieskiej – opatrzona imieniem ofiary, miała zostać przekłuta igłami.
Po torturach biskup został spalony na stosie. Jan XXII był zaniepokojony „magią wyższą” postrzeganą jako skomplikowaną i wymagającą dużej wiedzy, a uprawianą przez uczonych nekromantów. W 1318 potępił on kilku księży z Awinionu za posiadanie magicznych książek i artefaktów. Antypapież Aleksander V (1409-1410) ostrzegał przeciwko „nowym sektom” czarowników będących zagrożeniem dla całej ludzkości, a papież Eugeniusz IV (1431-1447) aktywnie przejmował się czarownicami, które postrzegał jako mogące wywołać złą pogodę, leczyć choroby, przemieszczać się w nadnaturalny sposób oraz jako osoby zajmujące się profanacją sakramentów. W 1445, zalecił inkwizytorom w Carcassonne, aby zajmowali się czarownicami. Swojego oponenta, antypapieża Feliksa V (1439-1449), oskarżał o konszachty z wiedźmami i magikami.
Poprzez regularne wydawanie bulli, Renesansowi papieże próbowali zintensyfikować polowania. Wynikało to z tego, że postrzegali oni czary jako realne zagrożenie. Według profesora historii Uniwersytetu Notre Dame Briana Pavlaca, papież Innocenty VIII, po poparciu polowań na czarownice na terenie Niemiec, uczynił tak również w Państwie Kościelnym. Jego następca, Aleksander VI (1492-1503), próbował rozszerzyć polowania na czarownice poza obszar swoich bezpośrednich rządów. W bulli Cum acceperimus (1498–1499), adresowanej do inkwizytora Lombardii i Brescii Angelo Faella da Verona, nakazał, aby on oraz jego następcy zajmowali się czarownictwem w prowincji Lombardia. Według Pavlaca, papieże zaostrzali swoje stanowisko, gdy miejscowi protestowali przeciwko nadużyciom inkwizytorów. Kolejny papież Leon X (1513-1521), poparł polowania na czarownice w bulli Honestis (1521) rozkazując biskupom Weneckim procedowanie przeciwko czarownicom pomimo protestów władz świeckich, a papież Hadrian VI (1522-1523) wsparł polowania w bulli Dudum uti nobis exponi fecisti (1523) zaadresowanej do ekstremalnie brutalnego wobec czarownic inkwizytora Modesto Scrofa z trybunału inkwizycji w Como. Papieskie bulle Summis desiderantes (1484) Innocentego VIII oraz Coeli et Terrae creator Deus (1585/86) Sykstusa V (1521-1590) były kluczowe dla uznania czarownictwa za pospolitą zbrodnię i wyznaczenie solidnego punktu odniesienia dla Kościoła Katolickiego. Według profesora historii Uniwersytetu Południowej Kalifornii Kathryn Edwards, Coeli et Terrae creator Deus potępiała wszystkie formy magii, w tym zaklęcia, nekromancję oraz poszukiwanie skarbów, jako przejawy przymierza z Diabłem.

### Wsparcie polowań przez Innocentego VIII
Sześć miesięcy po wydaniu bulli Summis desiderantes, Innocenty VIII suplementował ją osobistymi listami wysłanymi do arcyksięcia Austrii Zygmunta Habsburga i arcybiskupa Moguncji Bertholda von Henneberga, w których papież podziękował im za ich wysiłki, a jednocześnie nalegał, aby byli jeszcze bardziej aktywni we wspieraniu Inkwizycji. W tym samym czasie Innocenty VIII napisał również do opata Jana z Weingarten, który miał najprawdopodobniej problemy z powodu wsparcia udzielonego Kramerowi i papież zaoferował pomoc. Summers podaje, że bulla do arcyksięcia Habsburga nazywała się Pro causa fidei (18 czerwca 1485) i ponownie wspierała Kramera i Sprengera oraz że bulla do arcybiskupa Moguncji była podobna. Russell wspomina również o liście z 30 września 1486 wysłanym przez papieża do biskupa Brescii Paolo Zane, a Summers dodatkowo wymienia jako adresata inkwizytora Lombardii Antonio Pezzotelli da Brescia. List ten był odpowiedzią na skierowany do papieża apel Pezotelliego o wsparcie, gdyż lokalne władze Brescii odmawiały wykonywania egzekucji skazanych przez niego osób, w szczególności zażądały przed wykonywaniem egzekucji dostępu do akt postępowań prowadzonych przez Pezotelliego, na co się on nie godził. Paolo Zane podobnie zażądał dostępu do akt przed zatwierdzaniem egzekucji. W liście tym, papież utożsamiał czarownictwo z herezją, użył zwrotu Hereticorum et maleficorum secta oraz nalegał, że Pezotelli działa w granicach prawa i nakazał mu ekskomunikować władze Brescii, gdyby nadal odmawiały wykonywania wyroków. Władze te zaczęły współpracować, jednak wzajemne relacje między nimi a inkwizytorem pozostały napięte.

### Współczesne perspektywy

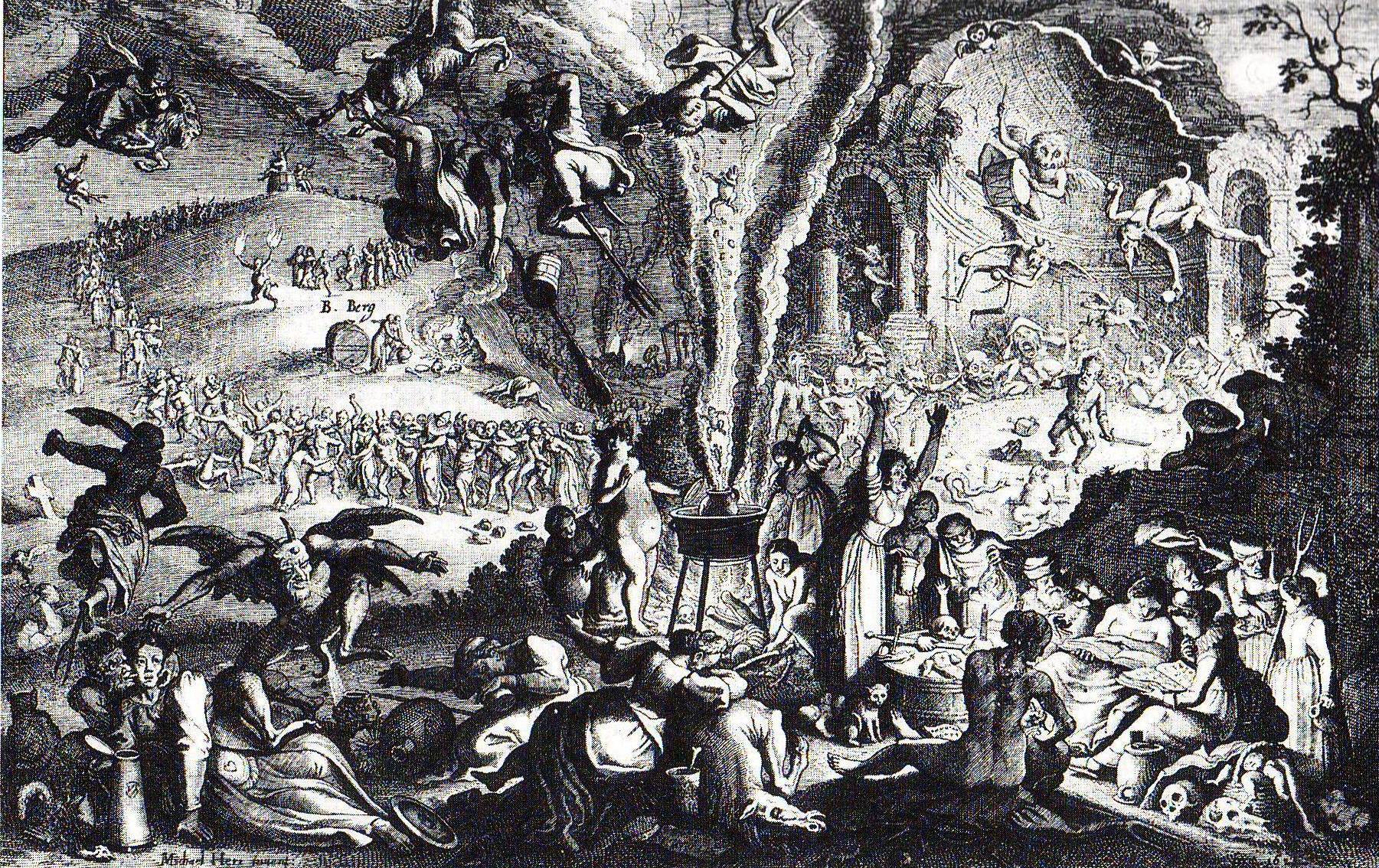
Sabat czarownic na górze Brocken reprodukcja obrazu Michaela Herr z 1650 roku.

Choć inkwizytorzy wierzyli, że czarownice istnieją, to nie zawsze było to główną motywacją. Jeden przykład podaje kronikarz Stefano Merlo di Sondrio, który wskazuje w kontekście polowań w 1523 roku, że współczesny mu inkwizytor Scrofa, kierował się przede wszystkim chęcią zysku poprzez konfiskatę dóbr skazanych czarownic. Tavuzzi sugeruje, że to właśnie z tego powodu władze miasta Sondrio nakazały mu je opuścić.
Historycy odrzucili możliwość jakiegokolwiek związku stereotypu diabelskiego czarownictwa z rzeczywistością; w większości, ze względu na niemożliwe postulowane cechy takich praktyk jak: nocne przeloty na miotle, udział w sabatach, metamorfozy (np. zamiana w kota) czy seksualne orgie z demonami. Również możliwość istnienia jakiejkolwiek sekty czarownic jest odrzucana przez współczesnych historyków. Ofiary polowań na czarownice były oskarżane o przestępstwo, które nie istniało. Skazania były możliwe, między innymi, ze względu na stosowanie tortur podczas przesłuchań oraz przywiązywanie najwyższej wagi do przyznania się do winy przez oskarżoną osobę. Raisa Maria Toivo w artykule Polowania na czarownice jako holokaust: powstanie prześladowczych społeczeństw ujęła to następująco:
[…] prześladowania były samonapędzającą się machiną destrukcji, która zapewniła sobie sukces wytwarzając dowody na swoje potrzeby poprzez zastosowanie tortur – każda ofiara była zmuszona opowiedzieć historię, która była kolejnym dowodem na [realność i] tyranię czarownictwa

## Treść
Według duńskiej profesor Louise Kallestrup, papieska bulla była wyrazem politycznej woli wyplenienia rzekomych czarownic. Jej zdaniem, wskazuje na to emocjonalny, wręcz propagandowy język potępiający czarownictwo i działania z nim związane. Kallestrup zwraca również uwagę, że nie powinna ona być postrzegana jako dokument samoistnie inicjujący przedreformacyjne polowania na czarownice. Dokument ten był po prostu oficjalnym odzwierciedleniem kierunków rozwoju chrześcijańskiej demonologii w drugiej połowie piętnastego wieku.

### Wstęp
Bulla Summis desiderantes była pierwszym papieskim dokumentem, który wskazywał, że nie tylko osoby wykształcone mogły pałać się czarami, ale potencjalnie każdy. W szczególności, mogli to być niewykształceni wieśniacy i ludzie niepiśmienni z najdalszych zakątków, których diabelskie czarownictwo miałoby być motywowane samą tylko intencją szkodzenia. Osoby czyniące czary obu płci, zostały przedstawione jako złe z natury, wyrzekające się chrztu, kpiące z Boga, oddane Diabłu i cieleśnie z nim obcujące. Ich czarownictwo miało szkodzić trzodzie, ludziom, plonom, posiadłościom oraz sprowadzać choroby, w szczególności impotencję i bezpłodność. Również rola Diabła była inna niż uprzednio. Wcześniej był on postrzegany jako bierna postać, która musiała być wezwana i poinstruowana. W nowym ujęciu, diabła przedstawiano jako aktywnie poszukującego sojuszników w postulowanej wojnie przeciwko Bogu.
Kallestrup w powyższy sposób odnosi się, między innymi, do opisu wieści jakie według treści bulli zaczęły dochodzić do Rzymu z Niemiec:
Nie bez wielkiego utrapienia doszły do Nas słuchy ostatnio, że w niektórych rejonach Górnych Niemiec, jak również w prowincjach, miastach, ziemiach, miejscach i diecezjach Moguncji, Kolonii, Trewiru, Salzburga i Bremy, bardzo wiele osób płci obojga, nie bacząc na własne zbawienie, odstępuje od Wiary Katolickiej. Oddając się nadużyciom z demonami, inkubami i sukkubami, bez obaw dopuszczają się oni zaklęć, uroków, klątw i innych niebywałych guseł oraz czarów, jak i innych wybryków, zbrodni i występków; sprawiając, że potomstwo kobiet, młode zwierząt, plony z uprawy roli, grona z winorośli i owoce z drzew; a także mężczyźni, kobiety, zwierzęta rolne, bydło, owce i inne różnorakie zwierzęta, jak również winorośle, sady, pola, pastwiska, pszenica, zboża i inne uprawy obumierają, duszą się i zanikają.
[…] Również i ponadto bluźnierczo wyrzekają się wiary, którą otrzymali wraz z Sakramentem Chrztu, i z poduszczenia Wroga Rodzaju Ludzkiego nie wahają się popełniać najdzikszych okropieństw i występków na zgubę swych dusz, obrażając nimi majestat Boski, dając tym gorszący i niebezpieczny przykład wielu innym.
Z kolei Eric Wilson ocenia, że papież jedynie pobieżnie łączy herezję z diabolizmem. W swojej analizie Wilson zwraca uwagę, że w wyżej przytoczonym fragmencie bulli papież lamentuje, że herezja (lat. haeretica pravitas) szerzy się we wszystkich obszarach metropolitarnych Niemiec na zachód od rzeki Łaba. Przy tej okazji, papież zwięźle przedstawia szatańskie knowania, których mieliby się tam dopuszczać heretycy. Wilson zauważa jednak, że w powyższym fragmencie brak jest opisu nocnych przelotów, a jeśli chodzi o pakt z diabłem oraz sabat, to zawiera on jedynie pośrednio takie odwołanie. Wprost natomiast zwrócono uwagę na seks z demonami. Bulla, po uwzględnieniu również niecytowanych powyżej części, odzwierciedla powszechne obawy związane z czarownictwem, takie jak: nieurodzaj, wrodzone deformacje czy seksualna impotencja wywoływana w sposób nadprzyrodzony. Jego zdaniem, sposób ich odzwierciedlenia był typowy dla procesu asymilacji i reinterpretacji takich obaw na potrzeby sądownictwa oraz przez uczonych scholastyków.

### Potwierdzenie i nadanie uprawnień na nowo
W dalszej części bulli, papież odnosi się imiennie do Kramera i Sprengera jako profesorów teologii i umiłowanych synów. Zwraca on uwagę, powtarzając i potwierdzając konkretne poprzednie uprawnienia, iż choć Kramer i Sprenger już wcześniej byli wyznaczeni Listem Apostolskim na inkwizytorów i nadal pełnią taką funkcję, to część osób świeckich i duchowieństwa bezwstydnie i uporczywie kwestionuje ich uprawnienia wywołując spór jurysdykcyjny. W bulli zwrócono uwagę, iż takie prawne obiekcje stanowią przeszkodę w działaniach podejmowanych przez Kramera i Sprengera. Z tego powodu, papież nadaje uprawnienia na nowo:
[…,] Tym samym autorytetem, na nowo udzielamy wspomnianym Inkwizytorom pełnych i nieograniczonych uprawnień w prowadzeniu Urzędu Inkwizycji we wspomnianych prowincjach, miastach, diecezjach, ziemiach i miejscach przeciwko wszelkim osobom, niezależnie od ich statusu i dostojności, i prawa upominania, więzienia, karania i nakładania grzywien adekwatnie do przewinień tych osób, które uznają za winne w związku z powyższym. […] Ponadto winni oni cieszyć się całkowitą swobodą głoszenia i objaśniania wiernym Słowa Bożego we wszystkich kościołach parafialnych wspomnianych prowincji, ilekroć nadarzy się po temu sposobność i kiedy będzie im to odpowiadało. Są oni upoważnieni do wszczynania oraz przeprowadzania koniecznych i związanych z tą kwestią każdych i dowolnych czynności.
Odnosząc się, między innymi, do powyższego fragmentu, Mackay zauważa, że papież w bulli rozwinął warunki powołania inkwizytorów. Gałuszka stwierdza podobnie, że bulla ta poszerzała zakres działań Świętej Inkwizycji odnośnie do czarownic i czarowników. Z kolei według Katolickiej Encyklopedii, „nie tylko czynna kampania przeciwko większości form czarów miała już miejsce od dłuższego czasu, ale w kwestiach procedury, kar, sędziów itp. bulla Innocentego nie uchwalała nic nowego”.

### Nakaz publikacji
Bulla zawiera nakaz upubliczniania zawartych w niej papieskich poleceń i uprawnień dotyczących Kramera i Sprengera przez biskupa Strasburga tak często jak to będzie konieczne, jak również gdy zostanie o to poproszony przez Kramera i Sprengera lub jednego z nich.

### Gwarancja nietykalności
Papież wskazał, że Kramer i Sprenger mają nie być w żaden sposób ograniczani w swoich działaniach. Gwarancja nietykalności była wsparta rozkazem, aby biskup Strasburga Albrecht von Pfalz-Mosbach zapewnił wykonanie zapisów bulli poprzez zagwarantowanie podporządkowania groźbą ekskomuniki oraz poprzez wykorzystanie świeckiego ramienia, gdyby okazało się to konieczne. W bulli, papież napisał następująco o biskupie Strasburga:
[…] Nie może on dopuścić, aby byli oni nękani przez jakikolwiek autorytet lub ograniczani w jakikolwiek inny sposób przez jakiekolwiek osoby, w związku z niniejszym, w sposób naruszający tekst wspomnianego wcześniej oraz niniejszego listu, powstrzymując nakazami, reprymendami oraz karami ekskomuniki, zawieszeniem lub interdyktem lub dowolnymi bardziej straszliwymi karami, które uzna za słuszne wszelkich buntowniczych prześladowców, wstrzymujących i oponentów, jakiejkolwiek godności, statusu, rangi, dostojności, szlachetności, doskonałości lub stosunku by oni nie byli i niezależnie od wyjątkowych przywilejów, którymi mogliby być chronieni i z pominięciem jakiegokolwiek prawa do apelacji.

## Wpływ i znaczenie

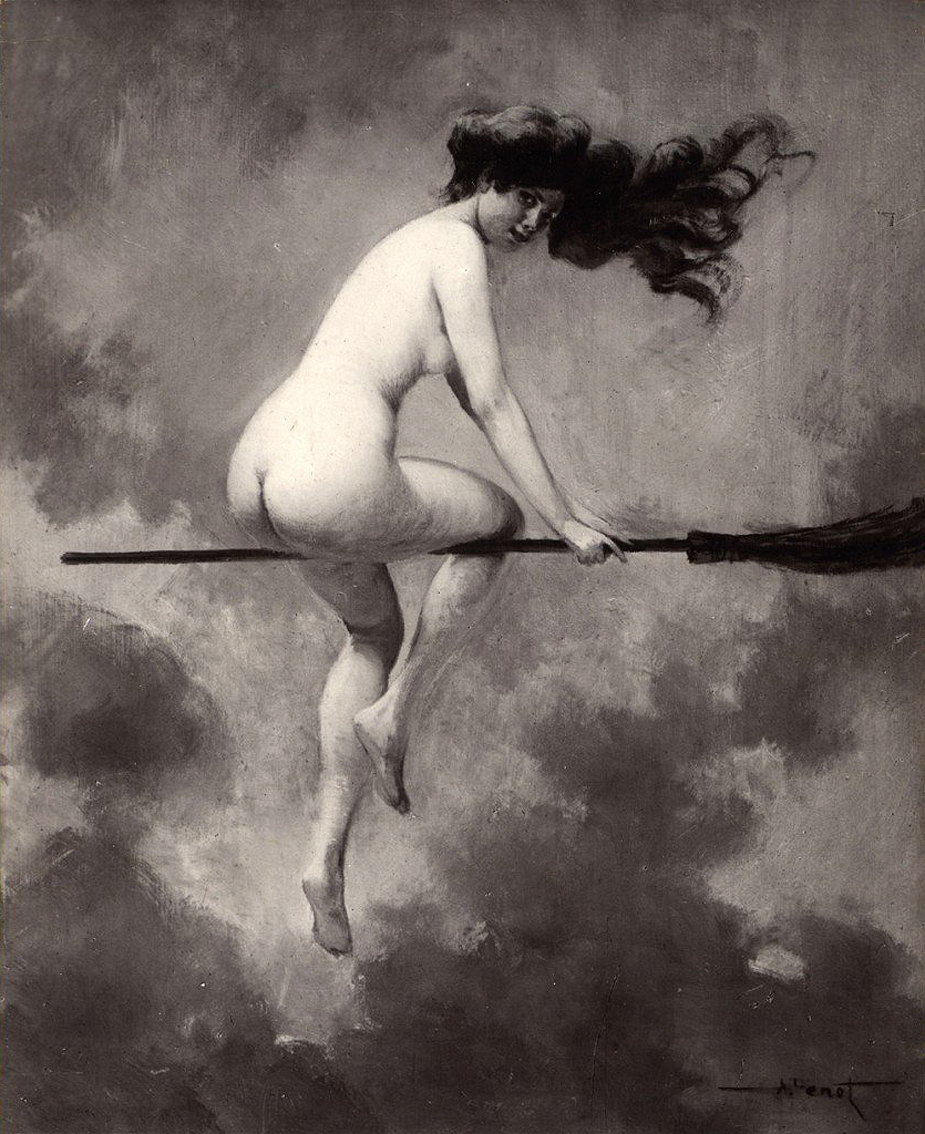
Départ pour le Sabbat autorstwa Alberta Josepha Pénota (1910)

Bulla ta jest często przedstawiana jako otwarcie drzwi dla krwawych polowań na czarownice jakie wywiązały się w historii Europy. Niemiecki historyk Joseph Hansen zauważa, że jej podobieństwo do wcześniejszych papieskich dokumentów, wyrazisty nacisk na wygłaszanie kazań i brak dogmatycznego oświadczenia komplikują ten pogląd. Jego zdaniem, to załączenie tej bulli do Malleus Maleficarum stanowi o jej wyjątkowości i przyczynie znalezienia się w szerszym obiegu oraz o bardziej bezpośrednim wpływie na procesy o czary. Hansena krytykuje Montague Summers. W jego opinii, Hansen w szczerym błędzie lub celowo dezinformuje, gdy pisze, o tym, że jest to oczywiste, że bulla nie zawiera dogmatycznego oświadczenia. Summers wyraża dodatkowo swoje zdumienie co do treści artykułu o czarownicach w Katolickiej Encyklopedii, wskazując również inne stwierdzenie o bulli jako nieprawdziwe i jednocześnie szeroko krytykując autora tego hasła.
Katolicka Encyklopedia krytykuje przypisywanie tej bulli odpowiedzialności za następne dwieście lat polowań na czarownice jako „całkowicie iluzoryczne”.